# Supercopa de España femenina de baloncesto 2017
La Supercopa de España femenina de baloncesto 2017 o SuperCopa LF 2017 fue la 15ª edición desde su fundación. Se disputó en el Pabellón Municipal de Würzburg de Salamanca, Castilla y León, el día 28 de septiembre de 2017, donde el equipo local, el Perfumerías Avenida, conquistó el título por séptima vez en su historia.

## Equipos participantes
Los equipos participantes de acuerdo a los criterios de participación establecidos por la FEB fueron: 
| Equipo               | Clasificación                                        | Participación |
| -------------------- | ---------------------------------------------------- | ------------- |
| Perfumerías Avenida  | Campeón de la Liga Femenina y de la Copa de la Reina | 12.ª          |
| Spar Citylift Girona | Subcampeón de la Copa de la Reina                    | 3.ª           |

## Árbitros
Los árbitros elegidos para arbitrar la Supercopa fueron:
- Daniel Pazos Pazos
- Jaime Gómez Luque

## Final
| 28 de septiembre de 2017 | Perfumerías Avenida                                                          | 61–55                                | Spar Citylift Girona                                   | Salamanca                                                                                            |  |
| 20:30                    | Parciales: 18–14, 13–20, 8–10, 22–11                                         | Parciales: 18–14, 13–20, 8–10, 22–11 | Parciales: 18–14, 13–20, 8–10, 22–11                   | |  |
|                          | Estadísticas Domínguez, de Souza 13 de Souza 8 cinco jugadoras 2 de Souza 21 | Reporte Pts Reb Asts Val             | Estadísticas 12 Colhado 9 Alminaitė 4 Romeo 18 Colhado | Pabellón: Pabellón Municipal de Würzburg Árbitros: Daniel Pazos Pazos, Jaime Gómez Luque Televisión: |  |

### Plantillas
| #                   | Jugadora         |
| ------------------- | ---------------- |
| 2                   | Adaora Elonu     |
| 4                   | Laura Nicholls   |
| 6                   | Silvia Domínguez |
| 10                  | María Asurmendi  |
| 13                  | Farhiya Abdi     |
| 14                  | Érika de Souza   |
| 15                  | Laura Gil        |
| 22                  | Krisi Givens     |
| 24                  | Dandra Moss      |
| Entrenador          |                  |
| Miguel Ángel Ortega |                  |

| Campeonas de la Supercopa de España femenina de baloncesto 2017 |
| --------------------------------------------------------------- |
| Perfumerías Avenida 7.º título                                  |

| MVP:           |
| -------------- |
| Érika de Souza |

| #          | Jugadora           |
| ---------- | ------------------ |
| 1          | Nuria Martínez     |
| 4          | Magali Mendy       |
| 6          | Rosó Buch          |
| 7          | Astou Traoré       |
| 10         | María Conde        |
| 11         | Kristina Alminaitė |
| 14         | Nicole Romeo       |
| 16         | Helena Oma         |
| 30         | Shante Evans       |
| 31         | Nádia Colhado      |
| Entrenador |                    |
| Èric Suris |                    |